# Anti-Atlas
Anti-Atlas (arabiska: الأطلس الصغير) är den sydvästligaste delen av Atlasbergen och ligger i Marocko. Den betraktas ibland som en helt självständig bergskedja, eftersom den bildades för cirka 300 miljoner år sedan, dvs långt innan övriga Atlasbergen. 